# 科斯塔赫莫萨
科斯塔赫莫萨是巴拿马贝拉瓜斯省蒙蒂霍区的一个城市，2010年是人口为1,550。该市设立于2003年4月30日。